# Skravelsjö
Skravelsjö är en tätort (före 2023 småort) i Umeå kommun belägen söder om Umeå.